# Мкртчян, Шаген Арутюнович
Шаген Арутюнович Мкртчян (3 октября 1927, Татев — 24 августа 1995) — советский и российский учёный в области ветеринарии и животноводства, академик ВАСХНИЛ (1988).

## Биография
Родился в г. Горис Армянской ССР.
Окончил Ереванский зооветеринарный институт (1951) и его аспирантуру (1955).
Директор областной ветеринарной бактериологической лаборатории (1955—1959), начальник областного управления сельского хозяйства (1959—1962), начальник областного управления производства и заготовок сельхозпродуктов (1962—1965) Горно-Алтайской АО.
В 1965—1973 заместитель директора по научной работе Алтайского НИИ сельского хозяйства. В 1973—1995 директор Алтайского НИИПТИ животноводства (1973—1995).
Научные интересы: естественная резистентность к болезням с.-х. животных в условиях индустриализации производства, оптимизация технико-экономических показателей промышленных животноводческих комплексов, совершенствование селекционно-племенной работы в животноводстве Алтайского края.

## Награды и звания
Доктор сельскохозяйственных наук (1981), профессор (1982), академик ВАСХНИЛ (1988).
Заслуженный ветеринарный врач РСФСР. Лауреат Премии Совета Министров СССР (1989). Награждён двумя орденами «Знак Почёта» (1966, 1971), 4 медалями.

## Семья
У Мкртчян Шагена есть 2 родные дочери.